# NSPACE
En teoría de la complejidad computacional, la clase de complejidad NSPACE(f(n)) es el conjunto de los problemas de decisión que pueden ser resueltos en una máquina de Turing no determinista en espacio O(f(n)) y tiempo ilimitado. NSPACE es la contrapartida no determinista de DSPACE.
La clase de complejidad NPSPACE se puede definir a partir de NSPACE como:
{\displaystyle {\mbox{NPSPACE}}=\bigcup _{k\in \mathbb {N} }{\mbox{NSPACE}}(n^{k})}
- Datos: Q1756295